# Johan Franciscus Scheepers

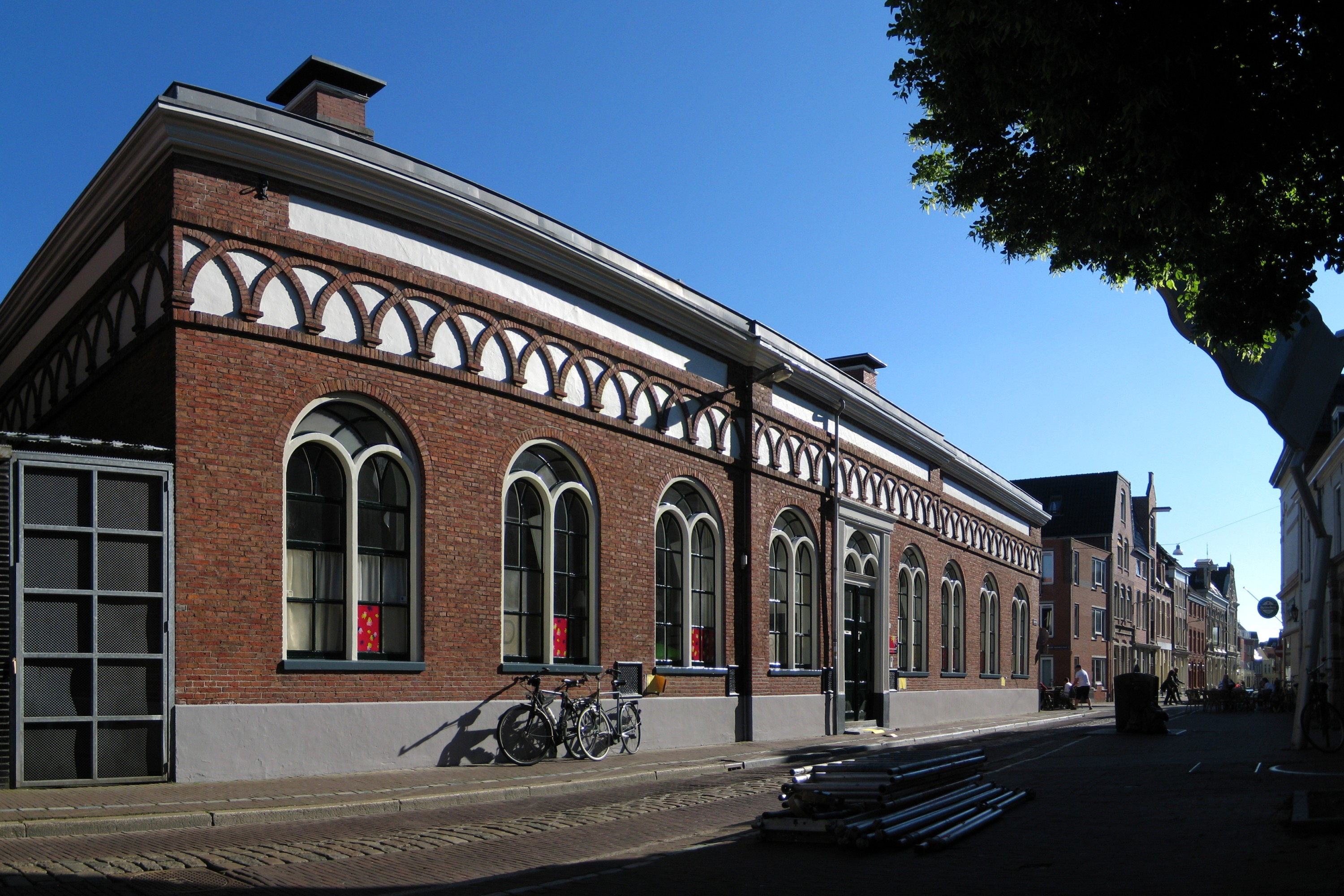
De voormalige Zuiderbewaarschool (1849) (nu: De Pinksterbloem), Groningen (2010)

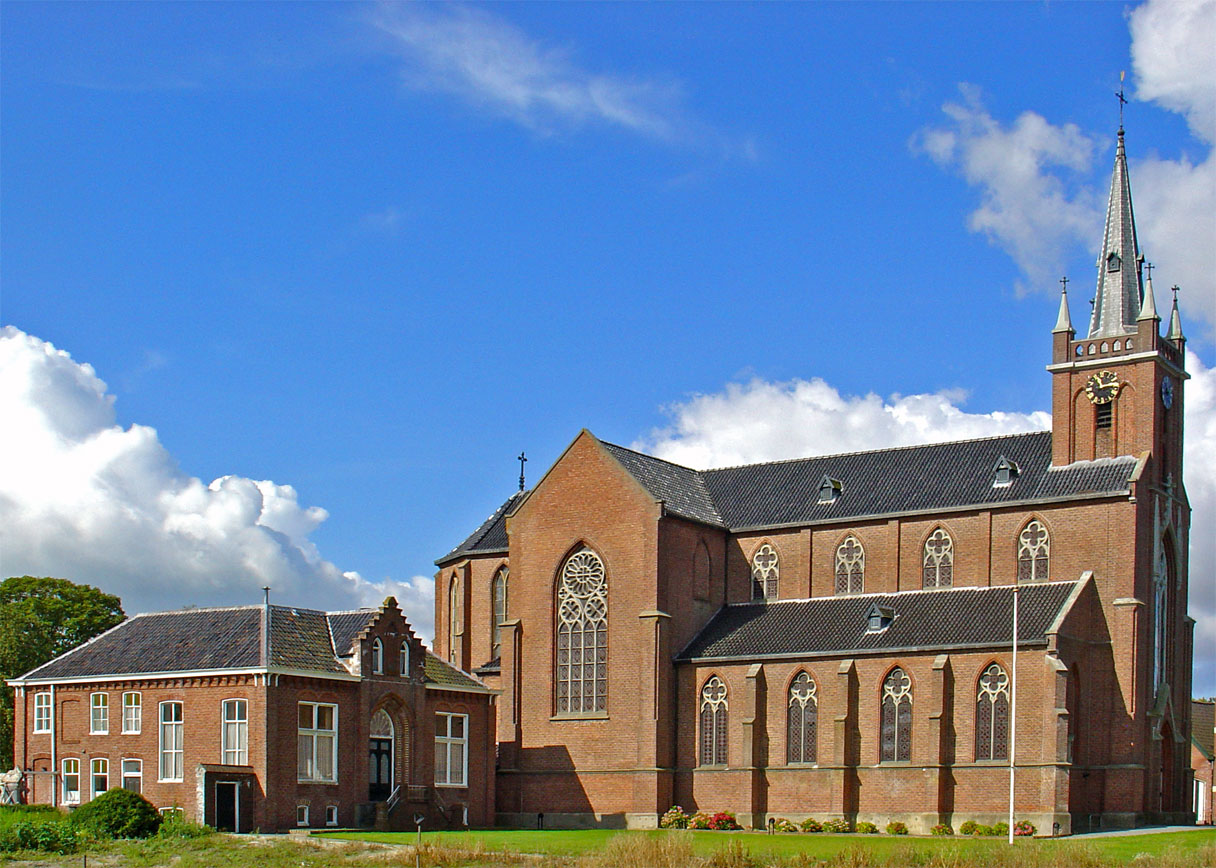
Jacobus de Meerderekerk (1861) en pastorie (1864), Uithuizen (2009)

Johan Franciscus Scheepers (Groningen, 24 januari 1818 - aldaar, 4 maart 1886), in vakliteratuur meestal J.F. Scheepers genoemd, was een Nederlandse architect, die vooral werkzaam was in de provincie Groningen. Hij had een voorliefde voor neogotische ontwerpen.

## Leven en werk
J.F. Scheepers, zoon van een timmerman, was getrouwd met Martha Johanna Boelens (1820-1903), met wie hij zeven kinderen kreeg. Hij was als ambtenaar bij Rijkswaterstaat in dienst. Scheepers ontwierp onder meer de voormalige Zuiderbewaarschool aan de Nieuwstad (1849) en het tweede Academiegebouw (1850-1906) in Groningen. Buiten die stad is verder de rooms-katholieke pastorie (1857) in Bedum van zijn hand, evenals de Jacobus de Meerderekerk (1861) en bijbehorende pastorie (1864) in Uithuizen. Verschillende door hem ontworpen bouwwerken zijn aangewezen als rijksmonument.

## Werken (selectie)
- 1849: Zuiderbewaarschool , Groningen[1]
- 1850: Het tweede Academiegebouw, Groningen (afgebrand in 1906)[7]
- 1857: Rooms-katholieke pastorie, Bedum[8]
- 1859-1860: Verbouwing Pelstergasthuiskerk, Groningen[9]
- 1860-1861: Jacobus de Meerderekerk, Uithuizen[2]
- 1863: Verbouwing Hervormde kerk, Usquert[10]
- 1864: Pastorie bij de Jacobus de Meerderkerk, Uithuizen[3]
- 1873: Dokterspraktijkwoning in Eenrum[11]
- 1875: Graftombe op het R.K. Kerkhof, Groningen[12]